# Park Dong-Hyuk
Park Dong-Hyuk, född 18 april 1979 i Seoul, är en sydkoreansk före detta fotbollsspelare. Han är sedan 2018 tränare för Asan Mugunghwa